# Франческо Марино II Караччоло
Франческо Марино II Караччоло (итал. Francesco Marino II Caracciolo; 10 мая 1688, Неаполь — 1 мая 1727, Болонья), 6-й князь ди Авеллино, 7-й герцог ди Атрипальда — государственный деятель Неаполитанского королевства.
Сын Марино Франческо Марии Караччоло, 5-го князя Авеллино, и Антонии Спинолы.
Князь Священной Римской империи, гранд Испании 1-го класса, 4-й маркиз ди Сансеверино, 4-й граф де Серино, неаполитанский патриций, великий канцлер Неаполитанского королевства.
С этого любителя роскоши и устроителя грандиозных празднеств начался упадок дома князей Авеллино. Основными местами, где он устраивал пышные мероприятия, были селение Ланкусси и феоды Серино и Монтефредана. Уже через пять месяцев после смерти своего отца, 8 июля 1720, он организовал роскошное празднество для неаполитанской знати.
С еще большей роскошью он отпраздновал брак, заключенный им 30 апреля 1713 в Монтезаркьо со своей двоюродной сестрой Джулией д'Авалос д'Аквино д'Арагона, дочерью Николы д'Авалоса д'Аквино д'Арагоны, 6-го князя Монтезаркьо и 3-го князя Трои, и Джованны Караччоло. Церемонию проводил кардинал-архиепископ Беневенто Винченцо Мария Орсини из ордена доминиканцев, ставший позднее папой под именем Бенедикта XIII. Торжества продолжались несколько дней; в первый день было дано театральное представление «La presa di Buda», во второй день в честь будущего зятя Диего Пиньятелли Арагона Кортеса представили зрелище под названием «Чудеса красоты», а на третий день показали музыкальный спектакль "La Celidaura". Не менее великолепно было отпраздновано рождение первенца и наследника князя.
Вместе с матерью князь совершил поездку по Италии, посетив Венецию, Милан, Болонью и Рим, где в праздник Тела Христова в Ватиканской библиотеке был представлен княгиней Сфорца Чезарини папе Иннокентию XIII и удостоился чести облобызать туфлю понтифика.
В 1721 году был пожалован императором Карлом VI в рыцари ордена Золотого руна.
В 1723 году князь оказался втянут в темную историю, когда в его доме обнаружили тела двух убитых публичных женщин. В преступлении был обвинен Антонио Галуччи, доверенный человек Франческо Марино, частый гость его оргий. Доказательств против него было вполне достаточно для смертного приговора, но князь Авеллино вмешался, пытаясь использовать свое влияние для смягчения участи подсудимого. Действовал он настолько энергично, что поползли слухи о его причастности к преступлению, в котором, по этой версии, Галуччи был лишь исполнителем воли князя. Ничего не добившись, он обратился за помощью к вице-королю кардиналу Альтану, но затем оскорбил наместника, сказав, что не считает того достойным быть даже слугой в своем доме.
Королевский двор воспользовался возможностью показать, что может положить предел произволу аристократии, и приговорил князя к пожизненному изгнанию. Тот уехал в Болонью вместе с женой, детьми и свитой из сорока человек, и продолжал там жить на широкую ногу, устраивая торжества для местной знати.
Франческо Марино не был начисто лишен добродетели, и, уже находясь в изгнании, тратил огромные средства на реставрацию собора в Авеллино, устроенную местным епископом. Как великий канцлер королевства, он в 1725 году участвовал в мирной церемонии императора и Филиппа V Испанского в церкви Санта-Мария-дель-Кармине в Неаполе. Болонское изгнание было омрачено внезапной тяжелой болезнью Джулии, скоропостижно скончавшейся 5 августа 1726. Сам князь размышлял о принятии монашеского обета, но умер через несколько месяцев, завещав похоронить себя рядом с женой в Авеллино без всяких почестей. Злые языки пустили слух, что он заразил супругу французской болезнью, которая и свела ее в могилу, а родственники жены в отместку отравили его самого.
Дети:
- Марино Франческо (5.08.1714—3.12.1781), 7-й князь Авеллино. Жена (6.02.1633): Мария Антония Карафа (1712—1773), дочь Карло Карафы, герцога ди Маддалони, и Терезы Карлотты Колонна
- Никола (10.09.1724—14.03.1751), герцог ди Парете (по праву жены), рыцарь Мальтийского ордена (9.12.1742). Жена (1.12.1748): Маддалена Молес (ум. 1774), дочь и наследница Карло Франческо Молеса, герцога ди Парете, и Чечилии Петра